# تاريخ أرمينيا

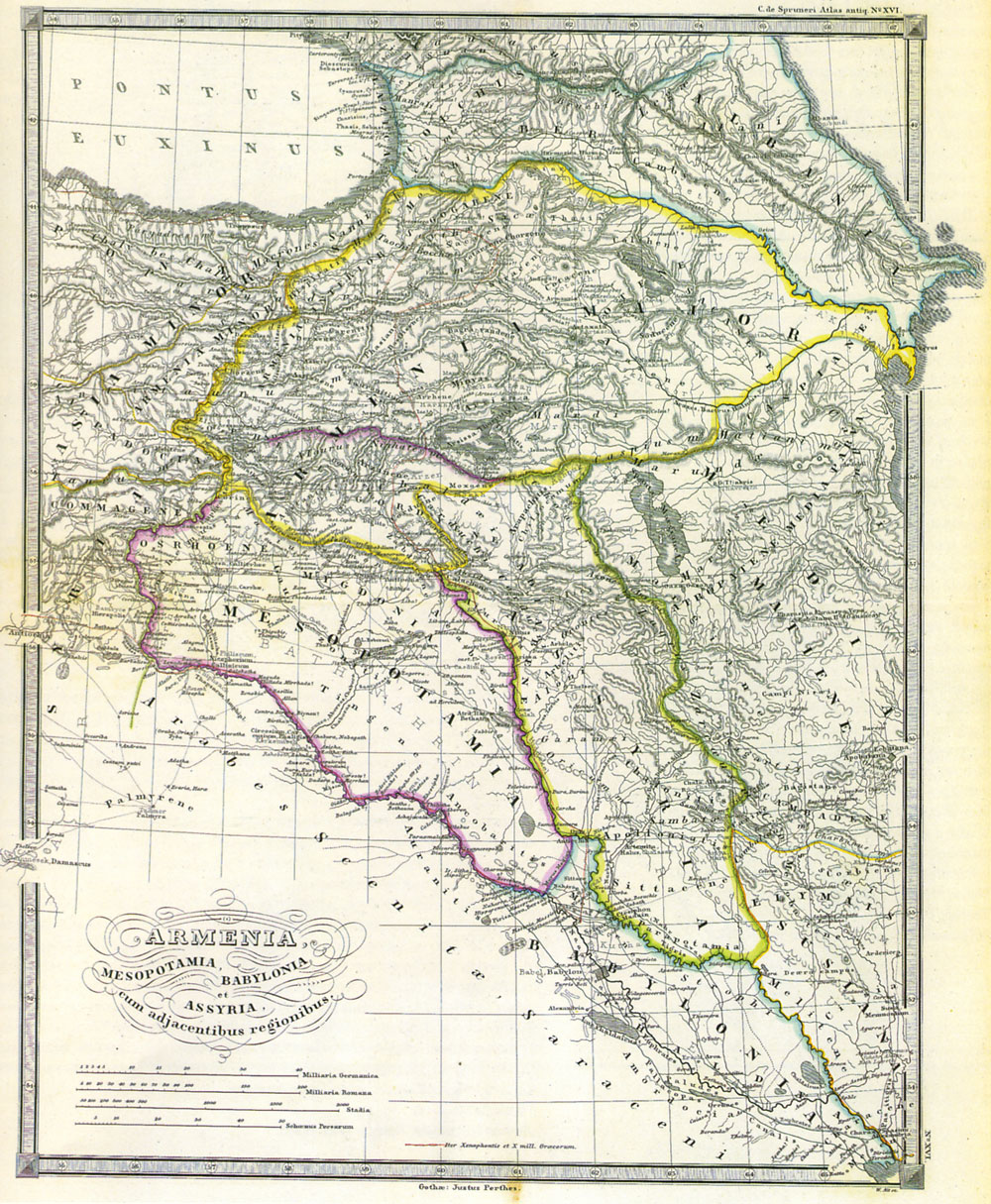
صورة توضيحية لدولة أرمينيا وبلاد ما بين النهرين وبابل وآشور مع المناطق المجاورة "، كارل فون سبرونر، عام 1865

يشمل تاريخ أرمينيا المواضيع المتعلقة بتاريخ جمهورية أرمينيا إضافة إلى تاريخ الشعب الأرمني واللغة الأرمنية والمناطق التي تعتبر أرمنية تاريخيًا وجغرافيًا.
تقع أرمينيا في المرتفعات المحيطة بجبل أرارات التوراتي. كان الاسم الأرمني الأصلي للبلاد هايك وأصبح لاحقًا هاياستان، وتُترجم إلى «أرض هايك» فهي مشتقة من كلمة هايك ومن اللاحقة الفارسية «ستان» («أرض»). كان بيل، أو بعل بتعبير آخر، العدو التاريخي لهايك (الحاكم الأسطوري لأرمينيا).
أعطت الدول المجاورة اسم أرمينيا لهذه المنطقة، وهو مشتق تاريخيًا من أرميناك أو آرام (ينحدر من نسل هايك، وهو زعيم آخر يُعد وفقًا للتقاليد الأرمنية سلف جميع الأرمن). في العصر البرونزي، ازدهرت عدة دول في منطقة أرمينيا الكبرى، من بينها الإمبراطورية الحيثية (في أوج قوتها) وميتاني (جنوب غرب أرمينيا التاريخية) وهاياسا أزي (1600 – 1200 قبل الميلاد). بُعيد انهيار هاياسا أزي، بسط اتحاد قبائل نايري (1400 – 1000 قبل الميلاد) نفوذه على المرتفعات الأرمنية تلاه مملكة أورارتو (1000 – 600 قبل الميلاد). ساهمت كل من الدول والقبائل المذكورة آنفًا في التكوين الإثني للشعب الأرمني. يعود تاريخ يريفان، العاصمة الحديثة لأرمينيا، إلى القرن الثامن قبل الميلاد، حين تأسست قلعة إريبوني عام 782 قبل الميلاد على يد الملك أرغيشتي الأول في أقصى غرب سهل أرارات. وُصفت إريبوني بأنها «مصممة لتكون مركزًا إداريًا ودينيًا عظيمًا، وعاصمةً ملكيةً بكل معنى الكلمة».
خلفت سلالة أورونتيد مملكة أورارتو (الكلمة الآشورية لأرارات) التي تعود إلى العصر الحديدي. بعد الحكم الفارسي والحكم المقدوني اللاحق، أنشأت سلالة أرضاشيس من عام 190 قبل الميلاد مملكة أرمينيا التي بلغت أوج نفوذها على يد ديكرانوس الثاني قبل أن تقع تحت الحكم الروماني.
في عام 301، كانت أرمينيا الأرشكية أول دولة مستقلة تقر بالمسيحية دينًا للدولة. وقع الأرمن في وقت لاحق تحت هيمنة الإمبراطورية البيزنطية والإمبراطورية الساسانية الفارسية والإسلامية، ولكنهم استعادوا استقلالهم مع السلالة البقرادونية التي أسست مملكة أرمينيا. بعد سقوط المملكة عام 1045، وغزو السلاجقة لأرمينيا عام 1064، أسس الأرمن مملكةً في قيليقية، حيث امتدت ملكيتهم حتى عام 1375.
منذ بدايات القرن السادس عشر، خضعت أرمينيا الكبرى للحكم الصفوي الفارسي؛ إلا أن أرمينيا الغربية خضعت على مر القرون للحكم العثماني، في حين ظلت أرمينيا الشرقية ترزح تحت الحكم الفارسي. بحلول القرن التاسع عشر، غزت روسيا أرمينيا الشرقية وقسمت أرمينيا الكبرى بين الإمبراطوريتين العثمانية والروسية.
في بدايات القرن العشرين، تعرض الأرمن للإبادة الجماعية على يد الحكومة العثمانية في تركيا، وقُتل فيها 1.5 مليون أرمني وتشتت على إثرها العديد من الأرمن في جميع أنحاء العالم عن طريق سوريا ولبنان. منذ ذلك الحين، استعادت أرمينيا، التي تتوافق أراضيها مع معظم أراضي أرمينيا الشرقية، استقلالها في عام 1918، بتأسيس جمهورية أرمينيا الأولى، وفي عام 1991، تأسست جمهورية أرمينيا.

## العصور الوسطى

### الخلافة العربية وبيزنطة وأرمينيا البقرادونية
في عام 591، هزم الإمبراطور البيزنطي موريس الفرس واسترد معظم ما تبقى من الأراضي الأرمنية وأخضعها للإمبراطورية. في عام 629، أكمل الإمبراطور هرقل، وهو نفسه من الاثنية الأرمنية، استرداد الأراضي. في عام 645، هاجمت جيوش الخلافة العربية الإسلامية البلاد واحتلتها. خضعت أرمينيا، التي كان لها حكامها في السابق وكانت في فترات أخرى تحت السيطرة الفارسية والبيزنطية، إلى حد كبير لسلطة الخلفاء، فنشأت إمارة أرمينية.
ومع ذلك، كانت هناك أجزاء من أرمينيا لا تزال محاطة بسيطرة الإمبراطورية، وتضم العديد من الأرمن. امتلك هؤلاء السكان قوة بالغة داخل الإمبراطورية. كان الإمبراطور هرقل (641 – 610) من أصل أرمني، وكذلك الإمبراطور فيليبيكوس باردانيس (713 – 711). كان الإمبراطور باسيل الأول، الذي تولى العرش البيزنطي عام 867، مؤسس ما يُطلق عليه أحيانًا السلالة الأرمنية، مما يعكس التأثير القوي للأرمن على الإمبراطورية البيزنطية.
بتطورها كمملكة إقطاعية في القرن التاسع، شهدت أرمينيا تجديدًا ثقافيًا وسياسيًا واقتصاديًا مقتضبًا في ظل السلالة البقرادونية. في نهاية المطاف، أُقر بسيادة أرمينيا البقرادونية من قِبل اثنين من القوى الكبرى في المنطقة: بغداد في 885 والقسطنطينية في 886. شُيدت آني، العاصمة الأرمنية الجديدة، في أوج قوة المملكة عام 964.

### سلالة بنو سلار
احتلت سلالة بنو سلار الإيرانية أجزاءً من أرمينيا الشرقية في النصف الثاني من القرن العاشر.

### أرمينيا السلجوقية
رغم تأسيس السلالة البقرادونية الأصلية في ظل ظروف مواتية، إلا أن النظام الإقطاعي أضعف البلاد تدريجيًا من خلال تقويض الولاء للحكومة المركزية. وهكذا اتضح أن أرمينيا الضعيفة داخليًا ضحية سهلة للبيزنطيين، الذين استولوا على آني عام 1045. بدورها، استولت السلالة السلجوقية في ظل حكم ألب أرسلان على المدينة عام 1064.
في عام 1071، بعد هزيمة القوات البيزنطية على يد السلاجقة الأتراك في معركة ملاذكرد، استولى الأتراك على بقية أرمينيا الكبرى وجزء كبير من الأناضول. وهكذا انتهت القيادة المسيحية لأرمينيا على مدى الألفية التالية باستثناء فترة نهاية القرن الثاني عشر وبداية القرن الثالث عشر، عندما كانت السلطة الإسلامية في أرمينيا الكبرى تشهد اضطرابًا كبيرًا من تجدد ظهور مملكة جورجيا. ضافر العديد من النبلاء المحليين (نخارارس) جهودهم مع الجورجيين، مما أدى إلى تحرير العديد من المناطق في شمال أرمينيا، مناطقٌ حكمتها عائلة نبيلة أرمنية جورجية بارزة تدعى الزكاريين-المخارغرزيلي، تحت سلطة التاج الجورجي.

### مملكة قيليقية الأرمنية
هربًا من الموت أو العبودية على أيدي أولئك الذين اغتالوا قريبه غاغيك الثاني، ملك آني، ذهب روبن، وهو أرمني، مع بعضٍ من مواطنيه إلى مضيق جبال طوروس ومن ثم إلى طرسوس في قيليقية. وفّر لهم الحاكم البيزنطي هناك المأوى في أواخر القرن الحادي عشر. حكمت أسرتان ملكيتان كبيرتان، الروبنيون والهيثوميون، ما أصبح في عام 1199، بتتويج ليفون الأول، مملكة قيليقية الأرمنية ومن خلال الدبلوماسية الماهرة والتحالفات العسكرية حافظوا على استقلاليتهم السياسية حتى 1375. اعتمد الاستقلال السياسي للمملكة على شبكة واسعة من القلاع التي سيطرت على الممرات الجبلية والموانئ الاستراتيجية. توضعت جميع المستوطنات المدنية تقريبًا أسفل هذه الحصون مباشرةً أو بالقرب منها.
بعد ظهور عناصر الحملة الصليبية الأولى في آسيا الصغرى، كوّن الأرمن علاقات وثيقة مع الدول الصليبية الأوروبية. ازدهروا في جنوب شرق آسيا الصغرى قبل اجتياحها على يد الدول الإسلامية. ترك الكونت بالدوين، الذي كان يمر مع بقية الصليبيين عبر آسيا الصغرى متجهًا إلى القدس، الجيش الصليبي وتبناه توروس حاكم الرها، وهو أرمني من طائفة الروم الأرثوذكس. نظرًا لأنهم كانوا معاديين للسلاجقة وغير ودودين مع البيزنطيين، فقد تعاطف الأرمن مع الكونت الصليبي. لذلك عندما اغتيل توروس، أصبح بالدوين حاكمًا لكونتية الرها الصليبية الجديدة. بدا أن الأرمن كانوا سعداء بحكم بالدوين والصليبيين بشكل عام، وقاتل عدد منهم إلى جانب الصليبيين. عندما جرى الاستيلاء على أنطاكية (1097)، مُنح قسطنطين، ابن روبن، لقب بارون من الصليبيين.
أصبحت قيليقية على إثر الحملة الصليبية الثالثة وغيرها من الوقائع في أماكن أخرى المقام المسيحي المتين الوحيد في الشرق الأوسط. تزاحمت القوى العالمية، مثل بيزنطة والإمبراطورية الرومانية المقدسة والبابوية وحتى الخليفة العباسي، وتنافست على فرض تأثيرها في البلاد، وتسابق كل منها ليكون أول من يعترف بليو الثاني، أمير أرمينيا الصغرى، بصفته الملك الشرعي. نتيجة لذلك، مُنح تاجًا من قِبل الإمبراطور الألماني والبيزنطي على حد سواء. حضر التتويج ممثلون من جميع أنحاء العالم المسيحي وعدد من الدول الإسلامية، مما سلط الضوء على المكانة المهمة التي اكتسبتها قيليقية بمرور الوقت. كانت السلطات الأرمنية في كثير من الأحيان على تواصل مع الصليبيين. لا شك أن الأرمن ساعدوا في بعض الحروب الصليبية الأخرى. ازدهرت قيليقية بشكل كبير في ظل الحكم الأرمني، إذ أصبحت آخر أثرٍ لكيان الدولة الأرمنية في العصور الوسطى. اكتسبت قيليقية هوية أرمنية، فكان يُطلق على ملوك قيليقية ملوك الأرمن وليس ملوك القيليقيين.
في أرمينيا الصغرى، كانت الثقافة الأرمنية متشابكة مع كل من ثقافة الصليبيين الأوروبية ومع ثقافة القيليقيين الهيلينية. عندما وسعت العائلات الكاثوليكية نفوذها على قيليقية، أراد البابا من الأرمن أن يتبعوا الكاثوليكية. أدى هذا الوضع إلى تقسيم سكان المملكة بين معسكر مريدي الكاثوليكية ومعسكر مريدي البابوية. استمرت السيادة الأرمنية حتى عام 1375، وذلك عندما استفاد مماليك مصر من الوضع غير المستقر في أرمينيا الصغرى ودمروها.

## بدايات العصر الحديث

### أرمينيا الفارسية
نظرًا لأهميتها الاستراتيجية، تحارب العثمانيون والفرس الصفويون باستمرار على  الديار الأرمنية التاريخية المتمثلة بأرمينيا الغربية وأرمينيا الشرقية وتنقّل حكمها بينهما مرارًا وتكرارًا. ففي ذروة الحروب العثمانية الفارسية مثلًا، تبدلت السلطة في يريفان 14 مرة بين عامي 1513 و1737. ضُمت أرمينيا الكبرى في أوائل القرن السادس عشر من قِبل الشاه إسماعيل الأول. بعد اتفاقية أماسيا عام 1555، سقطت أرمينيا الغربية في أيدي الإمبراطورية العثمانية المجاورة، على حين بقيت أرمينيا الشرقية جزءًا من إيران الصفوية، حتى القرن التاسع عشر.
في عام 1604، اتبع الشاه عباس الأول سياسة الأرض المحروقة ضد العثمانيين في وادي أرارات أثناء الحرب العثمانية الصفوية (1603 – 1618). في بدايات الغزو، جرى الاستيلاء على بلدة جلفا الأرمنية القديمة في إقليم ناخيتشيفان. من هناك انتشر جيش عباس عبر سهل أرارات. انتهج الشاه إستراتيجية حذرة، فتقدم وتراجع حسبما تطلب الوضع، مصممًا على عدم المخاطرة بمواجهة مباشرة مع جيش العدو الأقوى.

أثناء محاصرة قارص، علم باقتراب جيش عثماني كبير بقيادة سنان باشا. صدر الأمر بالانسحاب؛ لكنه حرم العدو من القدرة على إمداد نفسه برًا، وأمر بالتدمير الشامل للبلدات والمزارع الأرمنية في السهل. كجزء من هذه العملية، أمر جميع السكان بمرافقة الجيش الفارسي في انسحابه. اقتيد نحو 300,000 شخص شرعًا إلى ضفاف نهر أراس. أولئك الذين حاولوا مقاومة الترحيل الجماعي قُتلوا على الفور. كان الشاه قد أمر سابقًا بتدمير الجسر الوحيد، لذلك أُجبر الجَمع على النزول في المياه، حيث غرق عدد كبير بسبب سحب التيارات لهم قبل الوصول إلى الضفة المقابلة. كان هذا مجرد البداية في رحلة البلاء. يصف أحد شهود العيان، الأب دي غويان، محنة اللاجئين على النحو التالي:
لم يكن برد الشتاء وحده ما تسبب في تعذيب المرحلين وموتهم. جاءت المعاناة الأكبر من الجوع. سرعان ما استُهلكت المؤن التي أحضرها المرحلون معهم ... كان الأطفال يصرخون طلبًا للطعام أو الحليب، ولم يكن أي منهما موجودًا، لأن أثداء النساء قد جفت من الجوع ... ترك العديد من النساء، الجائعات والمنهكات، أطفالهن الجائعين على جانب الطريق، وواصلن رحلتهن الشاقة. كان بعضهم يذهب إلى الغابات القريبة بحثًا عن أي شيء يؤكل. نادرًا ما عاد منهم. كان أولئك الذين توفوا، غذاءً للأحياء في معظم الأحيان.
بعدم تمكنه من الحفاظ على جيشه في السهل المقفر، اضطر سنان باشا إلى تمضية الشتاء في مدينة وان. هُزمت الجيوش التي أُرسلت لملاحقة الشاه عام 1605، وبحلول عام 1606 استعاد عباس جميع الأراضي التي خسرها للأتراك في وقت سابق من حكمه. نجح تكتيك الأرض المحروقة، وإن كانت تكلفته باهظة على الشعب الأرمني. من بين 300,000 شخص رُحِّلوا، قُدر نجاة أقل من نصفهم أثناء المسير إلى أصفهان. في الأراضي المحتلة، أسس عباس خانات إيريفان، وهي إمارة مسلمة تحت سيطرة الإمبراطورية الصفوية. شكل الأرمن أقل من 20% من سكانها نتيجة ترحيل الشاه عباس الأول للعديد من السكان الأرمن من وادي أرارات والمنطقة المحيطة عام 1605.
اتبع الفرس في كثير من الأحيان سياسةً تمثلت بتعيين الأتراك حكامًا محليين على خاناتهم المختلفة مع إعطائهم لقب الخان. اعتُبروا تابعين للإمبراطورية الفارسية. منهم: خانات إيريفان وخانات ناخيتشيفان وخانات كاراباخ.
رغم غزو أرمينيا الغربية على يد العثمانيين ذات مرة في أعقاب اتفاقية أماسيا، إلا أن أرمينيا الكبرى قُسمت في النهاية تقسيمًا حاسمًا بين الخصمين المتنافسين، العثمانيين والصفويين، في النصف الأول من القرن السابع عشر بعد الحرب العثمانية الصفوية (1623 – 1639) وبناءً على معاهدة زهاب الناتجة ظلت أرمينيا الشرقية تحت الحكم الفارسي، وأرمينيا الغربية تحت الحكم العثماني.
استمر الفرس في حكم أرمينيا الشرقية، والتي تضمنت الجمهورية الأرمنية الحديثة بأكملها، حتى النصف الأول من القرن التاسع عشر. بحلول أواخر القرن الثامن عشر، بدأت الإمبراطورية الروسية في الزحف إلى الجنوب على أراضي جيرانها؛ إيران القاجارية وتركيا العثمانية. في عام 1804، غزا بافل تسيتسيانوف مدينة كنجه الإيرانية وقتل العديد من سكانها في حين جعل البقية يفرون إلى عمق أراضي إيران القاجارية. كان هذا إعلان حربٍ واعتُبر غزوًا للأراضي الإيرانية، ومثّل بداية الحرب الروسية الفارسية (1804 – 1813). كانت السنوات التالية مدمرة بالنسبة للبلدات الإيرانية في القوقاز ولسكان المنطقة بالمثل وللجيش الفارسي أيضًا. انتهت الحرب أخيرًا في عام 1813 بانتصار روسي بعد مداهمة ناجحة على لنكران في أوائل عام 1813. أجبرت معاهدة كلستان التي وُقعت في نفس العام، إيران القاجارية على التنازل قطعيًا عن مساحات كبيرة من أراضيها القوقازية لروسيا، بما في ذلك داغستان وجورجيا الحاليتان ومعظم ما يُعرف اليوم بجمهورية أذربيجان. تنازل الفرس عن كاراباخ لروسيا.
كان الفرس مستاءين للغاية من نتيجة الحرب التي أدت إلى التنازل عن مساحات كبيرة من الأراضي الفارسية للروس. نتيجة لذلك، فإن حربًا تالية بين روسيا وبلاد فارس كانت أمرًا حتميًا، فاندلعت الحرب الروسية الفارسية (1826 – 1828). ومع ذلك، انتهت هذه الحرب بشكل كارثي، لأن الروس لم يحتلوا الأراضي الممتدة حتى تبريز فحسب، فقد أجبرت المعاهدة المبرمة بعد ذلك، وهي معاهدة تركمانجاي لعام 1828، الفرس على التنازل نهائيًا عن آخر أراضيهم في القوقاز، والتي تضم حاليًا كل من أرمينيا وناخيتشيفان وأجدير.
بحلول عام 1828، فقدت بلاد فارس أرمينيا الشرقية، التي تضم أراضي الجمهورية الأرمنية الحديثة بعد قرون من الحكم. من عام 1828 حتى عام 1991، دخلت أرمينيا الشرقية فصلًا يهيمن عليه الروس. بعد غزو روسيا لجميع أراضي القوقاز التابعة لإيران القاجارية، جرى حث العديد من العائلات الأرمنية على الاستقرار في الأراضي الروسية المحتلة حديثًا.

## الروابط الخارجية
- تاريخ أرمينيا، تأليف الأب مايكل كاميش؛ من 2247 قبل الميلاد حتى عام 1780 من ميلاد المسيح، أو 1229 من العصر الأرميني